# Estreito de Le Maire

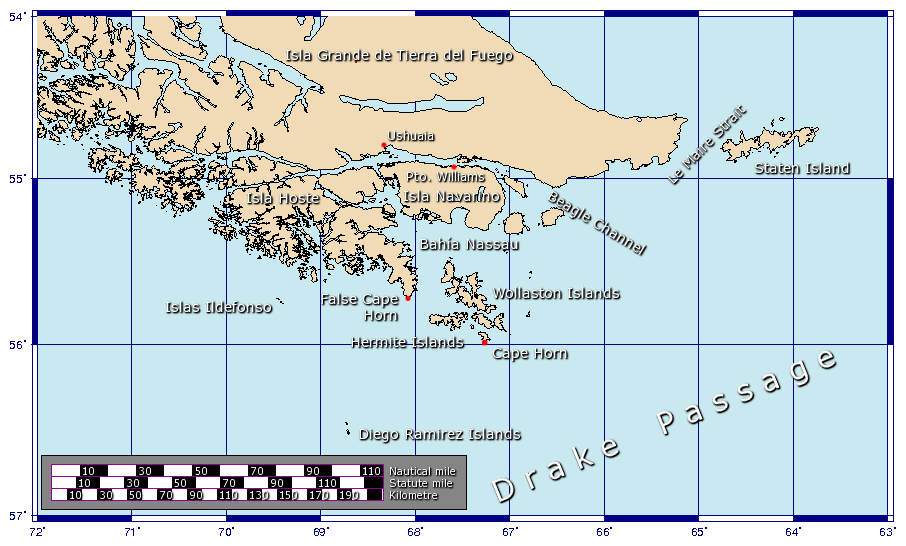
Extensão ao redor do Cabo Horn, incluindo o Estreito de Le Maire.

O  Estreito de Le Maire é uma pequena passagem marítima entre a Isla de los Estados e a parte a extremo leste da Tierra del Fuego, arquipélago argentino.
O estreito foi descoberto em 1616, por Jacob Le Maire e Willem Schouten, na ocasião em que tentavam encontrar uma ligação para navegar entre o Oceano Atlântico e o Pacífico, logo após terem descoberto o Cabo Horn. Seu nome foi dado em homenagem a Le Maire.